# Heads Up! (EP)
Death from Above 1979's första skiva, som släpptes 2002, fick namnet Heads Up. Det var en 6-spårs EP som spelades in för endast 250 dollar. EP:n, som senare kom att tryckas upp igen, släpptes endast i 2000 exemplar och är idag svår att komma över.

## Låtlista
1. "Dead Womb" - 2:06
2. "Too Much Love" - 1:48
3. "Do It! (Live)" - 2:30
4. "My Love Is Shared" - 1:51
5. "Losing Friends" - 3:01
6. "If We Don't Make It We'll Fake It" - 2:36